# Danmarksserien for herrer
De Danmarksserien for herrer is een voetbalcompetitie in Denemarken. Sinds 2021 zijn de Deense series het vijfde voetbalniveau van het land. De teams zijn opgedeeld in vier competities van elk tien teams. De laatste vier van elke reeks degraderen naar een van de vijf regionale competities (Fynsserien, Jyllandsserien, Københavnsserien, Lolland-Falsterserien en Sjællandsserien), afhankelijk van de regio waar de clubs gelegen zijn.